# Osmylops ectoarticulatus
Osmylops ectoarticulatus is een insect uit de familie van de Nymphidae, die tot de orde netvleugeligen (Neuroptera) behoort. 
Osmylops ectoarticulatus is voor het eerst wetenschappelijk beschreven door Oswald in 1997.